# Ephedra likiangensis
Ephedra likiangensis — вид голонасінних рослин класу гнетоподібних.

## Поширення, екологія
Країни проживання: Китай (Чунцин, Гуйчжоу, Хубей, Сичуань, Тибет, Юньнань). Росте на висотах від 2300 м до 4200 м. Широкий чагарник, поширений в основному через підземні стебла. Знайдено в скелястих пейзажах часто на схилах біля основи гори. Квіти є з травня по червень; зріле насіння з липня по вересень.

## Використання
Стебла більшості членів цього роду містять алкалоїд ефедрин і відіграють важливу роль в лікуванні астми та багатьох інших скарг дихальної системи.

## Загрози та охорона
Немає серйозних загроз в даний час. Знахідки перетинають деякі охоронні райони по всьому ареалу. Колекції є, принаймні, в 11 ботанічних садах.